# Ана Линд
Илва Ана Марија Линд (19. јуна 1957.–11. септембра 2003), била је шведски политичар (Социјалдемократа) и министар спољних послова од 1998. до свог убиства. Била је посланик Риксдага година 1982.–1985. и 1998.–2003, министар животне средине 1994.–1998. и министар спољних послова од 1998. до своје смрти.
10. септембра 2003. Линд је смртно ранио ножем убица Мијаило Мијаиловић, породичним пореклом из Србије. Преминула је ујутро 11. септембра 2003. у болници Каролинска.
Запамћена је по залагању за међународну сарадњу и солидарност, безбедност, равноправност, мир и људска права. У њену част основано је неколико задужбина, неке од којих су Фонд сећања на Ану Линд и професура Ане Линд при Харвардском универзитету.